# Gavialidium becvari
Gavialidium becvari är en insektsart som beskrevs av Buzzetti och Luc A. Devriese 2008. Gavialidium becvari ingår i släktet Gavialidium och familjen torngräshoppor. Inga underarter finns listade i Catalogue of Life.